# Općinska A nogometna liga Ludbreg 1983./84.
"Općinska A nogometna liga Ludbreg" za sezonu 1983./84. je bila prvi stupanj općinske lige ONS Ludbreg, te liga šestog stupnja nogometnog prvenstva Jugoslavije. 
 
Sudjelovalo je 12 klubova, a prvak je bila "Drava" iz Svetog Đurđa.   

## Ljestvica
| mj. | klub                          | ut. | pob. | ner. | por. | gol+ | gol- | bod     |
| --- | ----------------------------- | --- | ---- | ---- | ---- | ---- | ---- | ------- |
| 1.  | Drava Sveti Đurđ              | 22  | 16   | 2    | 4    | 73   | 37   | 34      |
| 2.  | Sloga Slokovec                | 22  | 15   | 3    | 4    | 78   | 37   | 33 (-2) |
| 3.  | Omladinac Madaraševac         | 22  | 13   | 3    | 6    | 47   | 29   | 29      |
| 4.  | Mladost Sveti Petar           | 22  | 9    | 8    | 5    | 55   | 38   | 26      |
| 5.  | Dinamo Vrbanovec              | 22  | 9    | 5    | 8    | 38   | 37   | 23      |
| 6.  | Karlovec (Karlovec Ludbreški) | 22  | 10   | 2    | 10   | 52   | 52   | 22      |
| 7.  | Podgora Bolfan                | 22  | 8    | 4    | 10   | 43   | 40   | 20      |
| 8.  | Podravka Struga               | 22  | 8    | 2    | 12   | 49   | 62   | 18      |
| 9.  | Gora Globočec Ludbreški       | 22  | 5    | 7    | 10   | 48   | 67   | 17      |
| 10. | Polet Martijanec              | 22  | 7    | 3    | 12   | 34   | 55   | 15 (-2) |
| 11. | Radnički Hrženica             | 22  | 6    | 3    | 13   | 44   | 63   | 13 (-2) |
| 12. | Lunkovec (Lunjkovec)          | 22  | 1    | 6    | 15   | 42   | 73   | 8       |

## Rezultatska križaljka
| kratica | klub                          | DIN | DRA | GORA | KAR | LUN | MLA | OML | PODG | PODR | POL | RAD | SLO |
| --- | ----------------------------- | --- | --- | ---- | --- | --- | --- | --- | ---- | ---- | --- | --- | --- |
| DIN | Dinamo Vrbanovec              |     |     |      |     |     |     |     |      |      |     |     |     |
| DRA | Drava Sveti Đurđ              |     |     |      |     |     |     |     |      |      |     |     |     |
| GORA | Gora Globočec Ludbreški       |     |     |      |     |     |     |     |      |      |     |     |     |
| KAR | Karlovec (Karlovec Ludbreški) |     |     |      |     |     |     |     |      |      |     |     |     |
| LUN | Lunkovec (Lunjkovec)          |     |     |      |     |     |     |     |      |      |     |     |     |
| MLA | Mladost Sveti Petar           |     |     |      |     |     |     |     |      |      |     |     |     |
| OML | Omladinac Madaraševac         |     |     |      |     |     |     |     |      |      |     |     |     |
| PODG | Podgora Bolfan                |     |     |      |     |     |     |     |      |      |     |     |     |
| PODR | Podravka Struga               |     |     |      |     |     |     |     |      |      |     |     |     |
| POL | Polet Martijanec              |     |     |      |     |     |     |     |      |      |     |     |     |
| RAD | Radnički Hrženica             |     |     |      |     |     |     |     |      |      |     |     |     |
| SLO | Sloga Slokovec                |     |     |      |     |     |     |     |      |      |     |     |     |
| |                               |     |     |      |     |     |     |     |      |      |     |     |     |
| podebljan rezultat - utakmice od 1. do 11. kola (1. utakmica između klubova) rezultat normalne debljine - utakmice od 12. do 22. kola (2. utakmica između klubova) rezultat nakošen - nije vidljiv redoslijed odigravanja međusobnih utakmica iz dostupnih izvora rezultat smanjen * - iz dostupnih izvora nije uočljiv domaćin susreta prekrižen rezultat - poništena ili brisana utakmica p - utakmica prekinuta 3:0 p.f. / 0:3 p.f. - rezultat 3:0 bez borbe |                               |     |     |      |     |     |     |     |      |      |     |     |     |

 Izvori: